# Coroana Sfântului Imperiu Roman

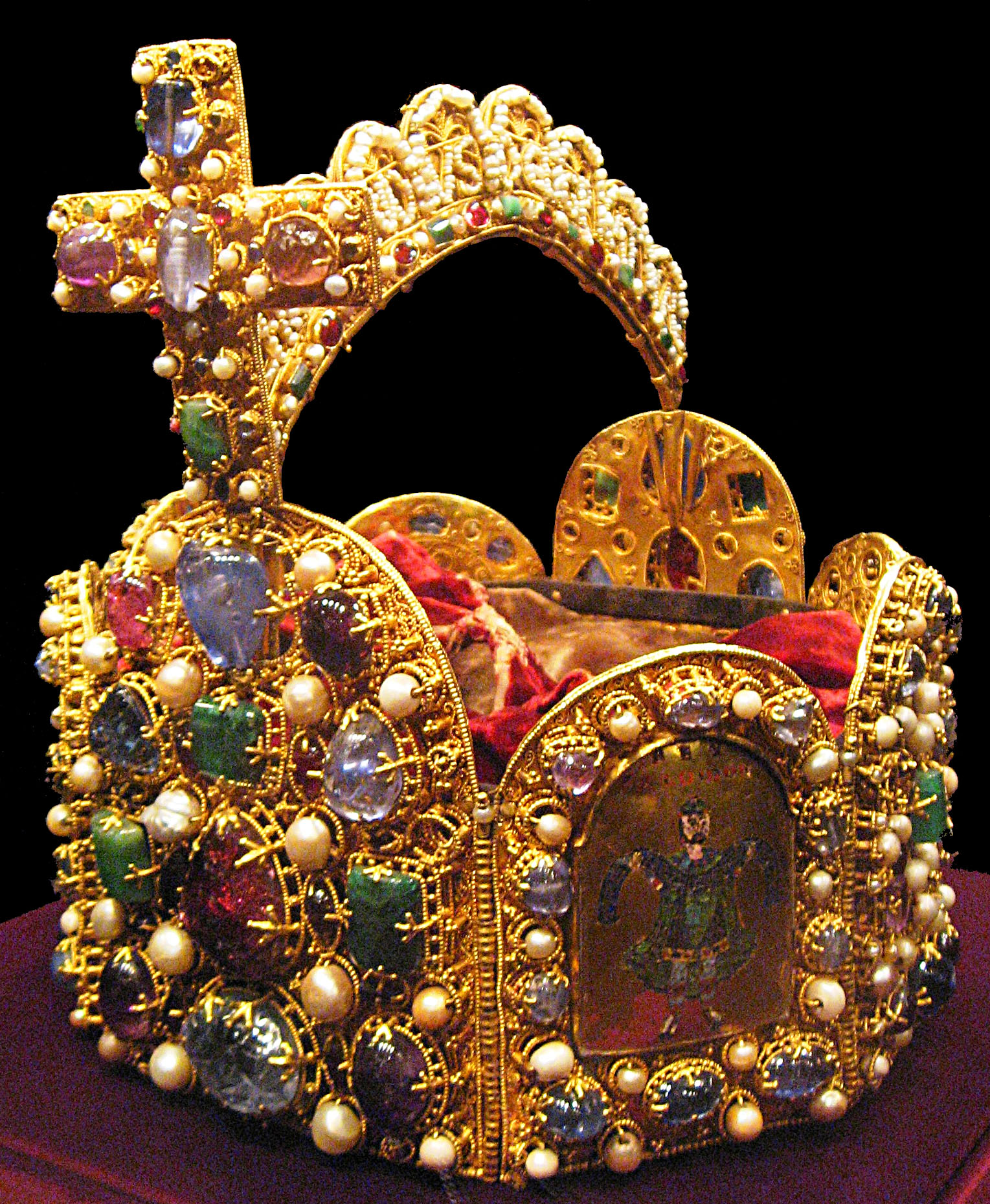
Vedere laterală din partea dreaptă

Coroana Sfântului Imperiu Roman (în germană Reichskrone) este coroana regelui și a împăratului Sfântului Imperiu Roman începând cu Evul Mediu clasic. Ea aparține tipului de coroană medievală cu arc (în germană Bügelkrone, în latină faislum; un arc surplombează centrul, unind partea din față de partea din spate a coroanei). Cei mai mulți regi romano-germani începând cu Conrad al II-lea au fost încoronați cu ea. Pe lângă crucea imperială, sabia imperială și sfânta Lance, coroana imperială este cea mai importantă parte a însemnelor imperiale. În momentul încoronării era dată noului monarh împreună cu sceptrul și cu globus cruciger.

## Legături externe
- en Kunsthistorisches Museum